# Rudolf Breslauer
Rudolf Breslauer, później Edward Wrocławski i Rudolf Wrocławski (ur. 16 kwietnia 1911 w Katowicach, zm. 23 stycznia 1999) – polski żużlowiec i kierowca wyścigowy.
Jeden z pionierów sportu żużlowego w Polsce. Zwyciężył w pierwszych indywidualnych mistrzostwach Polski w 1932 r. w Mysłowicach, triumfując w klasach 350 ccm i 500 ccm. W mistrzostwach Polski startował jeszcze dwukrotnie, w 1933 r. w Mysłowicach zakwalifikował się do biegu finałowego, ale w nim nie wystąpił, natomiast w 1935 r. w Bydgoszczy w biegu finałowym zanotował defekt i został sklasyfikowany na V miejscu.
Po II wojnie światowej zmienił nazwisko na Edward Wrocławski. W 1948 r. w Warszawie (na stadionie Skry przy ul. Wawelskiej) reprezentował Polskę w meczu międzypaństwowym z Czechosłowacją (wygranym przez Polaków 75:73), w którym zdobył 9 punktów.
Reprezentował Śląski Klub Motocyklistów (1927–1933), SKM Sosnowiec (1934–1939) oraz Pogoń Katowice (1946–1954).
Po zakończeniu kariery żużlowej startował w wyścigach samochodowych pod nazwiskiem Rudolf Wrocławski, w 1959 r. zdobywając tytuł mistrza Polski.